# Un hombre de más
Un hombre de más (en italiano: L'uomo in più) es una comedia dramática italiana dirigida por Paolo Sorrentino y estrenada en 2001. Concursó en la sección "Cinema del presente " en el 58 Festival Internacional de Cine de Venecia. Marcó el debut como director de Paolo Sorrentino, que fue premiado con el Nastro d'Argento al Mejor Director Revelación. La película también ganó el Ciak d'oro por el guion y el Grolla d'oro al actor Toni Servillo.

## Sinopsis
Ambientada en la década de 1980, la película traza el declive de dos hombres llamados Antonio Pisapia que llevan vidas completamente separadas pero en cierta manera paralelas. Uno es un cantante de música pop que se encuentra en el ocaso de su carrera tras un escándalo sexual; el otro, un famoso futbolista cuya carrera es interrumpida de manera abrupta por una lesión. 

## Elenco
- Toni Servillo - Antonio "Tony" Pisapia
- Andrea Renzi - Antonio Pisapia
- Nello Mascia - Molosso
- Ninni Bruschetta - Genny
- Angela Goodwin - Madre de Tony
- Roberto De Francesco - Gigi Moscati
- Peppe Lanzetta - Salvatore